# Ischnomesus bispinosus
Ischnomesus bispinosus is een pissebed uit de familie Ischnomesidae. De wetenschappelijke naam van de soort is voor het eerst geldig gepubliceerd in 1868 door Sars.